# Kisősi
Kisősi (románul: Aușeu), Romániában, Bihar megyében elhelyezkedő falu.

## Fekvése
Kisősi  a Sebes-Körös völgyében, Élesd-től keletre fekvő település.

## Története
Kisősi a 14. században a Káta nemzetség birtoka volt. Nevét az idők során többféleképpen írták: Egyházas-Őssi,  Őssi, majd Kisősi formában is.
A település később a Kátaiaktól a váradi káptalan birtokába került.
1460-ban az álmosdi Chyre nemzetség birtokába került.
18. század végén és az 1800-as évek első felében a gróf Batthyany család volt a földesura.
1900-as évek elején pedig gróf Bethlen családnak, Bethlen Aladárnak volt itt nagyobb birtoka.
Az 1900-as évek adatai szerint akkor házainak száma:113, lakosaié: 615 fő volt.

## Nevezetességek
- Görögkatolikus templom – 1888-ban épült.